# Mademoiselle Crésus
Pour plus de détails, voir Fiche technique et Distribution.
Mademoiselle Crésus (Over the Moon) est un film britannique de Thornton Freeland et William K. Howard (non crédité) , sorti en 1939.

## Fiche technique[2]
- Titre original : Over the Moon
- Titre français : Mademoiselle Crésus
- Réalisation : Thornton Freeland et William K. Howard (non crédité)
- Scénario : Anthony Pelissier, Alec Coppel, Lajos Biró et Robert E. Sherwood
- Costumes : René Hubert
- Photographie : Harry Stradling Sr.
- Montage : Pat Wooley
- Musique : Mischa Spoliansky
- Production : Alexander Korda
- Pays de production : Royaume-Uni
- Format : Noir et blanc - 1,37:1
- Genre : comédie
- Durée : 85 minutes
- Date de sortie : 1939
- Affiche : Marcel Jeanne (France)

## Distribution
- Merle Oberon : Jane Benson
- Rex Harrison : Dr Freddie Jarvis
- Ursula Jeans : Millie
- Robert Douglas : l'homme inconnu
- Louis Borel (en) : Pietro
- Zena Dare (en) : Julie
- Peter Haddon (en) : Lord Petcliffe
- David Tree (en) : Journaliste
- Mackenzie Ward (en) : Guy
- Elisabeth Welch : Chanteuse de cabaret